# Ophioderma holmesii
Ophioderma holmesii är en ormstjärneart som först beskrevs av George Richard Lyman 1860.  Ophioderma holmesii ingår i släktet Ophioderma och familjen Ophiodermatidae. Inga underarter finns listade i Catalogue of Life.